# Pousadas de Portugal
As Pousadas de Portugal são uma rede de instalações hoteleiras, criadas a partir da década de 1940 e que em 2021 conta com 34 pousadas, em edifícios históricos. A rede é detida maioritariamente pelo Estado Português e gerida por um grupo privado, o Grupo Pestana Pousadas.

## História

### Origem
Criadas pela Lei 31.259 de 1 de Maio de 1941, por iniciativa de António Ferro e construídas pelo Secretariado da Propaganda Nacional, as Pousadas destinavam-se a "alojar os visitantes e fornecer-lhes a alimentação no respeito do estilo de cada região".
A primeira unidade da rede foi inaugurada em 19 de Abril de 1942, em Elvas, no Alentejo, região que atualmente concentra o maior número de pousadas históricas, e que funcionou até 2012. Outras "Pousadas Regionais" foram sendo inauguradas, sempre com um número reduzido de quartos e com uma especial atenção à gastronomia de cada região.
Na década de 1950 o conceito de Pousada foi alargado com o surgimento das "Pousadas Históricas", instaladas em edifícios e monumentos históricos, castelos, conventos e mosteiros, alguns abandonados ou em estado de degradação e especialmente recuperados para o efeito. A primeira pousada a ser criada segundo este novo conceito foi a Pousada do Castelo em Óbidos.
Em 1995 a American Society of Travel Agents (ASTA) e a Smithsonian Foundation, atribuiram às Pousadas de Portugal o prémio anual para as instituições de todo o mundo com um papel mais preponderante na defesa do património cultural e do ambiente para fins turísticos.
A ENATUR procede à sua gestão. Em 2003 contava com quarenta e quatro pousadas, das quais dezoito em edifícios históricos, e ainda dois restaurantes.

### Privatização
Em 2003 o Governo português presidido por Durão Barroso, face a uma situação de acumulação de resultados líquidos negativos durante mais de uma década, e com 1 milhão de euros de prejuízo só em 2002, decidiu privatizar em 49% o capital da ENATUR, bem como ceder a exploração das Pousadas de Portugal ao grupo que ganhasse essa privatização.
O grupo vencedor foi o Grupo Pestana Pousadas, constituído pelo Grupo Pestana (59,8%), Grupo CGD (25%), Fundação Oriente (15%) e mais duas empresas com 0,2% (Abreu e Portimar). Assim em 1 de Setembro de 2003, o GPP tornou-se responsável pela exploração da rede actual de pousadas por um período de 20 anos, bem como pela sua expansão.
Em 2015, o Grupo Pestana comprou partipação da Caixa nas Pousadas de Portugal. Em causa está uma participação de cerca de 13% na Pestana Pousadas da parte da Caixa Capital, do grupo CGD
Com a aquisição das ações da CGD, o grupo hoteleiro passou a deter 85% do capital da empresa gestora das Pousadas, cabendo os restantes 15% à Fundação Oriente.

### O futuro

#### No mundo
Em Outubro de 2005 abriu a primeira Pousada de Portugal fora do país, a Pousada do Convento do Carmo, em Salvador, no Brasil, instalada no antigo Convento das Carmelitas, construído em 1586.
A recuperação do edifício enquadrou-se no projecto de requalificação do centro histórico da cidade de Salvador, classificado pela Unesco como Património Mundial. Esta pousada conta ainda com um museu e com a Igreja do Carmo que já pertenciam ao complexo antes mesmo da restauração.
Numa óptica de internacionalização, o GPP pretende abrir pousadas noutros locais por onde os portugueses passaram: Oriente (Goa, Macau), África (Cabo Verde, Moçambique) e em novos locais no Brasil, onde Paraty e Olinda são possíveis locais de expansão.

## A rede das Pousadas
Até recentemente as Pousadas estavam divididas em Regionais e Históricas.
Actualmente essa divisão foi expandida criando-se quatro conceitos de Pousada:

### Pousadas Históricas
(Localizadas em Monumentos, Castelos, Conventos, Fortalezas ou Palácios)
1. Alvito - Pousada do Castelo de Alvito
2. Beja - Pousada de São Francisco
3. Belmonte - Pousada do Convento de Belmonte
4. Estremoz - Pousada da Rainha Santa Isabel
5. Évora - Pousada dos Lóios
6. Guimarães - Pousada de Santa Marinha
7. Lisboa - Pousada do Terreiro do Paço
8. Mesão Frio - Pousada do Solar da Rede-ENATUR
9. Óbidos - Pousada de Óbidos
10. Ourém - Pousada de Ourém
11. Palmela - Pousada do Castelo de Palmela
12. Queluz / Lisboa - Pousada D. Maria I
13. Setúbal - Pousada de São Filipe-ENATUR
14. Tavira - Pousada do Convento da Graça
15. Vila Pouca da Beira - Pousada de Vila Pouca da Beira
16. Vila Viçosa - Pousada D. João IV
17. Serra da Estrela Pousada da Serra da Estrela. A adaptação do Sanatório dos funcionários dos Caminhos de Ferro, obra de Cottinelli Telmo, a Pousada da Serra da Estrela é da responsabilidade do arquitecto Eduardo Souto de Moura.

### Pousadas Históricas Design
(Localizadas em Monumentos, Castelos, Conventos, Fortalezas ou Palácios com preocupações de modernidade e actualidade)
1. Alcácer do Sal - Pousada de D. Afonso II
2. Amares/Gerês - Pousada de Santa Maria do Bouro
3. Angra do Heroísmo/Açores - Pousada de Angra do Heroísmo
4. Arraiolos - Pousada de Arraiolos, Nossa Senhora da Assunção
5. Crato - Flor da Rosa - Pousada Flor da Rosa
6. Faro - Estoi - Pousada de Faro

### Pousadas Natureza
(Lugares de partilha e interacção com a paisagem envolvente)
1. Caniçada/Gerês - Pousada do Gerês
2. Manteigas - Pousada de Manteigas-ENATUR
3. Marão - Pousada de São Gonçalo
4. Ria de Aveiro | Torreira - Pousada da Ria
5. Sagres (Vila do Bispo) - Pousada de Sagres

### Pousadas Charme
(Lugares para desfrutar momentos de verdadeiro lazer, em espaços confortáveis e acolhedores, com características muito particulares)
1. Bragança - Pousada de Bragança
2. Condeixa-a-Nova - Pousada de Condeixa-a-Nova
3. Horta/Açores | Pousada da Horta
4. Marvão - Pousada de Marvão, Santa Maria
5. Valença do Minho - Pousada de Valença
6. Viana do Castelo - Pousada de Viana do Castelo
7. Viseu - Pousada de Viseu
8. Elvas - Pousada de Santa Luzia

### Hotéis de Coleção
(Hotéis únicos em Portugal, históricos, luxuosos e atraentes)
1. Porto - Pestana Vintage Porto
2. Porto - Pestana Palácio do Freixo - Pousada do Porto
3. Lisboa - Pestana Cidadela Cascais - Pousada de Cascais - A Cidadela de Cascais foi utilizada como residência real a partir de 1870, nela tendo falecido o rei D. Luís I.
4. Lisboa - Pestana Palace Lisboa

## Restaurante
A maioria das pousadas tem um restaurante inserido nas suas instalações, perfazendo um total de quase 40 restaurantes. Os restaurantes acolhem qualquer cliente, independentemente de estar ou não hospedado na pousada.